# Logan Tom
Logan Maile Lei Tom (* 25. Mai 1981 in Napa, Kalifornien, Vereinigte Staaten) ist eine US-amerikanische Volleyball- und Beachvolleyballspielerin. Sie nahm an vier olympischen Turnieren teil und wurde 2002 Vize-Weltmeister.

## Karriere
Logan Tom spielte von 1999 bis 2002 an der Stanford University in Kalifornien. Seit 2002 spielt die Ausnahmespielerin auf verschiedenen Kontinenten, wobei sie in jedem Jahr den Verein wechselte: 2002/03 bei MRV Minas in Belo Horizonte in Brasilien und 2003/04 bei Monte Schiavo Jesi in Italien, wo sie die Silbermedaille beim CEV-Pokal gewann. Mit dem Ligakonkurrenten Chieri Volley Club gewann sie 2004/05 den Top Teams Cup, bevor sie 2005/06 bei VBC Voléro Zürich in der Schweiz spielte. 2006/07 gewann sie mit dem spanischen Verein Marichal Teneriffa in der Champions League die Bronzemedaille. 2007/08 spielte sie bei Dynamo Moskau in Russland, 2008/09 bei Hisamitsu Springs in Japan, 2009/10 bei Asystel Novara in Italien, 2010/11 bei Guangdong Evergrande in China und 2011/12 bei Fenerbahçe Universal in der Türkei, mit dem sie Sieger der Champions League wurde. Seit 2012 spielt Logan Tom wieder in Brasilien bei Unilever Vôlei.
Logan Tom debütierte 2000 mit 19 Jahren in der US-amerikanischen Nationalmannschaft, wo sie bei den Olympischen Spielen in Sydney den vierten Platz belegte. Sie nahm 2004 an den Olympischen Spielen in Athen und belegte hier Platz fünf. Bei den Olympischen Spielen 2008 in Peking gewann sie die Silbermedaille. Logan Tom nahm an drei Weltmeisterschaften teil, wobei sie 2002 in Deutschland Vize-Weltmeister wurde. Sie belegte zahlreiche Medaillenränge beim World Grand Prix, beim World Cup, bei den NORCECA-Meisterschaften sowie bei den Panamerikanischen Spielen. Bei den Olympischen Spielen 2012 in London gewann sie erneut die Silbermedaille.
Auch im Beachvolleyball war Logan Tom aktiv. 2006 und 2007 spielte sie auf der US-amerikanischen AVP-Tour u. a. an der Seite von Holly McPeak, mit der sie 2007 auch zweimal auf der FIVB World Tour antrat.